# Claude Augereau
Pour les articles homonymes, voir Augereau (homonymie).
Claude Augereau, né le 20 avril 1927 à Chartres, et mort le 23 juillet 1988 à Paris, est un peintre et un aquarelliste français.

## Biographie
Né le 20 avril 1927 à Chartres, il est élève à l'École des Arts Appliqués de Paris puis il travaille avec le cubiste Jean Metzinger. Il participe à diverses expositions annuelles de Paris, mais se limite plus tard au Salon de Mai et au Salon des Réalités Nouvelles. Il était professeur à l’école des beaux-arts de Paris[réf. nécessaire].

## Expositions
- 1952, Galerie Suzanne Michel, Paris, première exposition personnelle.
- 1953, Galerie Suzanne Michel, Paris, du 13 janvier au 10 février, exposition collective avec René Audebès, Paul Lambert et Hélène Ranger[3].
- de 1970 à 1987 : 9 expositions personnelles à la galerie Valérie Schmidt, à Paris (peintures, quelques sculptures)[1]
- ? : Salon de Mai
- ? : Salon des Réalités Nouvelles